# DếRôbốt – Nhân tài ảo thuật
DếRôbốt – Nhân tài ảo thuật là một bộ truyện tranh khoa học giả tưởng Việt Nam do công ty Phan Thị sản xuất và Nhà xuất bản Đại học Sư phạm Thành phố Hồ Chí Minh ấn hành từ 2014 đến 2016, với tổng cộng 24 tập. Nội dung truyện xoay quanh chú dế robot DeBotRo và 4 người bạn nhỏ tên Út Đa, Chi Hu, Bom Hô và Ù La. Thời điểm ra mắt, tác phẩm đã vấp phải chỉ trích vì bị cho là một bản "nhái lộ liễu" từ manga Nhật Bản Doraemon của Fujiko F. Fujio. Nhóm họa sĩ sáng tác truyện thừa nhận việc lấy hoàn toàn hình mẫu nhân vật lẫn cốt truyện của Doreamon, song đã "đổi mới từ cái cũ, cải tiến dựa trên những cái có sẵn để tạo nên những người bạn mới, những nhân vật vừa lạ vừa quen dành cho thiếu nhi Việt Nam".

## Cốt truyện
Út Đa là một cậu bé nhút nhát, hậu đậu nên luôn bị Ù La và Bom Hồ bắt nạt. Nhóm bạn còn có Chi Hu, người mà Út Đa thầm thích. Một ngày nọ, bố Út Đa là nhà khoa học đã tạo ra cỗ máy có tên DeBotRo và chú trở thành thành viên trong gia đình cậu. DeBotRo song hành và giúp đỡ Út Đa trong cuộc sống thường ngày bằng biệt tài của mình là "ảo thuật" ra những bảo bối giải quyết rắc rối cho Út Đa.

## Mô tả
DếRôbốt – Nhân tài ảo thuật thuộc thể loại truyện tranh khoa học giả tưởng dành cho độc giả nhỏ từ 7 đến 11 tuổi. Truyện do nhóm họa sĩ DếRôbốt, công ty Phan Thị sáng tạo và xuất bản bởi Nhà xuất bản Đại học Sư phạm Thành phố Hồ Chí Minh. Có tổng cộng 24 tập truyện đã được phát hành, định kỳ 2 tuần một tập. Số đầu tiên ra mắt vào ngày 20 tháng 2 năm 2014 với tựa "Tai họa sáng chế"; số cuối cùng phát hành vào ngày 24 tháng 3 năm 2016 với tựa "Bồ công anh du ngoạn".
Nhóm tác giả DếRôbốt cho biết tác phẩm có sự tham khảo phần lớn từ cốt truyện cho tới thiết kế nhân vật của bộ manga Doraemon, vốn rất phổ biến với nhiều thế hệ độc giả ở Việt Nam. Tuy nhiên nhóm áp dụng phương pháp "Innovation", tức cải tiến dựa trên nền tảng có sẵn để tạo ra những cái mới cho DếRôbốt, những nhân vật "vừa lạ vừa quen" với thiếu nhi trong nước. Thay vì lấy nguyên mẫu con mèo "cấu trúc tròn" ở bản truyện gốc, nhóm quyết định chọn hình tượng dế gần gũi trẻ em Việt Nam để phác nên nhân vật DeBotRo, có thiết kế "tinh nghịch, đáng yêu". Cậu khoác lên mình hai màu trắng và xanh, đeo khăn quàng đỏ ở cổ – giống bộ đồng phục của các học sinh tại Việt Nam. Các bảo bối trong truyện "không tự nhiên mà có như Doremon" mà do DeBotRo "ảo thuật" ra, gắn liền với những trò chơi, thú vui của trẻ em; tích truyện, vật dụng quen thuộc trong văn hóa Việt. Những lúc ảo thuật bất thành thì chính con người sẽ tạo nên bảo bối giải quyết vấn đề. Ngoài ra, bối cảnh Nhật Bản cũng thay bằng bối cảnh Việt Nam để dễ tiếp cận người đọc hơn. Truyện được trình bày từ phải sang trái thay vì đọc ngược từ trái sang phải như các bộ manga truyền thống.

## Tiếp nhận
Ngay sau khi phát hành tập đầu tiên, bộ truyện đã hứng chịu rất nhiều chỉ trích từ độc giả lẫn cộng đồng mạng, cáo buộc DếRôbốt là một bản "nhái lộ liễu" từ manga nổi tiếng Doraemon của Nhật Bản. Các ý kiến cho biết sự giống nhau từ tình tiết đến nét vẽ giữa hai tác phẩm nhiều đến mức họ tưởng DếRôbốt là "tái bản mới" của Doraemon. Số khác nhận xét chất lượng truyện "tệ hơn hẳn" so với phần bìa ngoài khá chỉn chu; nêu ra những điểm như nét vẽ ẩu, biểu cảm thiếu sinh động, diễn đạt đơn điệu và cứng nhắc... đã khiến DếRôbốt – Nhân tài ảo thuật trở thành một sự bắt chước "chưa tới tầm", thậm chí "thảm họa" so với bản gốc và làm ảnh hưởng tới hình tượng nhân vật Doreamon tại Việt Nam. Nhiều bình luận đã bày tỏ hứng thú muốn tìm đọc toàn bộ tác phẩm, song vì hệ thống phân phối thiếu rộng rãi đã khiến nhiều chủ cửa hàng sách không biết truyện ra mắt để nhập về bán cho người đọc.

## Danh sách tập
| #  | Ngày phát hành       | Tựa đề               | ISBN              | Nguồn  |
| -- | -------------------- | -------------------- | ----------------- | ------ |
| 1  | 20 tháng 2 năm 2014  | Tai họa sáng chế     | 978-604-918-244-0 | [ 8 ]  |
| 2  | 13 tháng 3 năm 2014  | Bay ngược thời gian  | —                 | [ 9 ]  |
| 3  | 25 tháng 3 năm 2014  | Vi-rút mũi dài       | 978-604-918-263-1 | [ 10 ] |
| 4  | 2 tháng 4 năm 2014   | Keo xịt phân thân    | 978-604-918-264-8 | [ 11 ] |
| 5  | 17 tháng 4 năm 2014  | Làm anh khó lắm      | 978-604-918-265-5 | [ 12 ] |
| 6  | 15 tháng 5 năm 2014  | Ve sầu kêu mãi       | 978-604-918-266-2 | [ 13 ] |
| 7  | 12 tháng 6 năm 2014  | Ông Bụt hồ lô        | 978-604-918-274-7 | [ 14 ] |
| 8  | 17 tháng 7 năm 2014  | Chiếc áo tắc kè      | 978-604-918-275-4 | [ 15 ] |
| 9  | 14 tháng 8 năm 2014  | Lá trầu kể chuyện    | 978-604-918-276-1 | [ 16 ] |
| 10 | 11 tháng 9 năm 2014  | Cây trượng bá vương  | 978-604-918-277-8 | [ 17 ] |
| 11 | 23 tháng 9 năm 2014  | Thành phố mơ ước     | 978-604-918-415-4 | [ 18 ] |
| 12 | 16 tháng 10 năm 2014 | Con ngỗng dẫn đường  | 978-604-918-416-1 | [ 19 ] |
| 13 | 31 tháng 10 năm 2014 | Rối nước diễn kịch   | 978-604-918-417-8 | [ 20 ] |
| 14 | 13 tháng 11 năm 2014 | Ống sáo thuần hóa    | 978-604-918-422-2 | [ 21 ] |
| 15 | 27 tháng 11 năm 2014 | Máy ảnh trang hoàng  | 978-604-918-423-9 | [ 22 ] |
| 16 | 16 tháng 12 năm 2014 | Người tuyết hậu đậu  | 978-604-918-424-6 | [ 23 ] |
| 17 | 3 tháng 3 năm 2015   | Trống lắc rủ rê      | 978-604-918-469-7 | [ 24 ] |
| 18 | 10 tháng 3 năm 2015  | Gia sư chúc Tết      | 978-604-918-470-3 | [ 25 ] |
| 19 | 26 tháng 3 năm 2015  | Cá bống tạo mẫu      | 978-604-918-471-0 | [ 26 ] |
| 20 | 28 tháng 5 năm 2015  | Tàu ngầm thám hiểm   | 978-604-918-710-0 | [ 27 ] |
| 21 | 27 tháng 10 năm 2015 | Thủy tề dễ tính      | 978-604-918-979-1 | [ 28 ] |
| 22 | 21 tháng 12 năm 2015 | Ngôi nhà hình nấm    | 978-604-947-114-8 | [ 29 ] |
| 23 | 28 tháng 1 năm 2016  | Tiên ốc vụng về      | 978-604-947-140-7 | [ 30 ] |
| 24 | 24 tháng 3 năm 2016  | Bồ công anh du ngoạn | 978-604-947-399-9 | [ 31 ] |